# Vassili Koudinov
Vassili Alexandrovitch Koudinov, (en russe : Василий Александрович Кудинов), né le 17 février 1969 à Ilinka et mort le 11 février 2017 à Astrakhan, est un joueur de handball soviétique puis russe évoluant au poste d'arrière gauche.
Il est un des rares joueurs à avoir remporté les trois titres majeurs en équipe nationale puisqu'il est double champion olympique, double champion du monde et une fois champion d'Europe.

## Biographie
En 1993, alors qu'il est devenu championnat du monde en début d'année, il rejoint l'US Ivry, qui attire de nombreux joueurs russes tels Vadim Vassiliev, Andreï Kovalev ou Andreï Lavrov. En 1996, il remporte la première Coupe de France du club, puis, la saison suivante, il atteint la demi-finale de la Coupe des coupes et surtout remporte le championnat de France.
En 1997, il rejoint ensuite le championnat d'Allemagne et le VfL Hameln où il reste trois saisons avant d'évoluer un an au SC Magdebourg. Avec le club de l'ex-RDA, il remporte la Coupe de l'EHF et le titre de champion d'Allemagne, le premier et actuellement le seul du club depuis la réunification. Puis il s'envole pour trois saisons pour le Japon au Honda Kumamoto, où évolue notamment le français Frédéric Volle. Enfin, il boucle la boucle en retrouvant en 2004 son club formateur, le Dinamo Astrakhan, pour une saison.
Son fils, Sergueï Koudinov, après avoir également évolué dans le club d'Astrakhan, rejoint en 2014 la France et le club de Chartres Métropole Handball 28 qui évolue en deuxième division.

## Palmarès de joueur

### Sélection nationale
Jeux olympiques
- Médaille d'or aux Jeux olympiques de 1992 à Barcelone,  Espagne
- Médaille d'or aux Jeux olympiques de 2000 à Sydney,  Australie
- Médaille de bronze aux Jeux olympiques de 2004 à Athènes,  Grèce
- 5e place aux Jeux olympiques de 1996 à Atlanta,  États-Unis

Championnats du monde
- Médaille d'or au Championnat du monde 1993
- Médaille d'or au Championnat du monde 1997
- Médaille d'argent au Championnat du monde 1999

Championnats d'Europe
- Médaille d'or au Championnat d'Europe 1996
- Médaille d'argent au Championnat d'Europe 1994

Autres
- Médaille d'or aux Goodwill Games de 1990

### En club
Compétitions internationales
- Coupe de l'EHF (1) : 2001 (avec SC Magdebourg)
- Demi-finale de la Coupe des coupes en 1997 (avec US Ivry)

Compétitions nationales
- Championnat d'URSS (1) : 1990 (avec Dinamo Astrakhan)
- Championnat de France (1) : 1997 (avec US Ivry)
- Coupe de France (1) : 1996 (avec US Ivry)
- Championnat d'Allemagne (1) : 2001 (avec SC Magdebourg)
- Championnat du Japon (3) : 2002, 2003, 2004
- Coupe du Japon (?) :

### Récompenses individuelles
- Meilleur buteur du Championnat d'Europe (1) : 1994
- Élu meilleur arrière gauche du Championnat d'Europe (1) : 1994
- Élu meilleur arrière gauche du Championnat du monde (2) : 1997 et 1999
- Nommé dans l'élection du meilleur handballeur mondial de l'année en 1997[10]